# GR 33
El GR 33 és un Sender de gran recorregut, anomenat Sender de la Lluna plena que parteix de la plaça de Sant Roc de Castelló fins a l'ermitori de Sant Joan de Penyagolosa. Com a sender de gran recorregut està abalisat amb senyals roigs i blancs. Passa per Castelló de la Plana (plaça Sant Roc), Pedrera La Torreta, Sant Vicent de Borriol, Pedra Serra Borriol, pou del Mollet, bassa de les Oronetes, rambla de la Vídua, Les Useres, pou del Mas d'Avall, Sant Miquel de les Torroselles, Peiró Xodos, la Banyadera i Sant Joan de Penyagolosa.